# Калиново
Калиново (слч. Kalinovo) насељено је мјесто са административним статусом сеоске општине (слч. obec) у округу Полтар, у Банскобистричком крају, Словачка Република.

## Становништво
| Година:    | 1994. | 2004.   | 2014.   | 2024.   |
| ---------- | ----- | ------- | ------- | ------- |
| Број људи: | 2288  | 2319    | 2188    | 2253    |
| Разлика:   |       | +1,35 % | -5,64 % | +2,97 % |

| Година:    | 2023. | 2024.   |
| ---------- | ----- | ------- |
| Број људи: | 2233  | 2253    |
| Разлика:   |       | +0,89 % |

Према подацима о броју становника из 2011. године насеље је имало 2.231 становника.